# Wappen der Stadt Mühldorf am Inn
Die Stadt Mühldorf am Inn führt seit dem späten 13. Jahrhundert ein eigenes Wappen. Es zeigt – für den Namen der Stadt redend – ein rotes Mühlrad auf silbernem Grund.

## Geschichte
Das älteste überlieferte Siegel der Stadt stammt von einem Abdruck aus dem Jahr 1298. Entstanden dürfte dieses Siegel um das Jahr 1290 sein. Es zeigt das Mühlrad in gegittertem Feld mit 16 Schaufeln. Weitere Abbildungen dieses Wappens finden sich in einer Urkunde des Klosters Raitenhaslach aus dem Jahr 1307 und in Urkunden von 1311 und 1313. Alle späteren Siegel haben nurmehr acht Schaufeln.
Das um die Mitte des 14. Jahrhunderts entstandene SECRETU CIVIU I MULDORFENSIUM zeigt erstmals das Rad in glattem Feld. Seit dem 16. Jahrhundert steht das Mühlrad im Schild. Im Jahr 1507 bestätigte der Salzburger Erzbischof Leonhard von Keutschach das Wappen. Die heutige Tingierung in den Farben Rot und Weiß ist erstmals in dem um das Jahr 1530 entstandenen Wappenkodex des Salzburger Heroldsamtes nachgewiesen. Angelehnt ist sie an die Farben des Erzstiftes Salzburg, zu dem Mühldorf bis 1802 gehörte. Auch nach der Eingliederung in das Kurfürstentum Bayern wurden die Farben beibehalten. Nur in vereinzelten Quellen des 19. Jahrhunderts zeigt das Wappen ein blaues Rad auf silbernem Grund.
Am Mühldorfer Rad orientiert sich auch das Wappen der benachbarten und 1978 eingemeindeten Gemeinde Altmühldorf. Das dort 1969 angenommene Wappen zeigt im unteren Feld ein halbes Mühlrad.